# Piesarthrius bleeserae
Piesarthrius bleeserae är en skalbaggsart som beskrevs av Mckeown 1942. Piesarthrius bleeserae ingår i släktet Piesarthrius och familjen långhorningar. Inga underarter finns listade i Catalogue of Life.